# Craighead County
Craighead County är ett county i delstaten Arkansas, USA. År 2010 hade countyt  96 443 invånare. De administrativa huvudorterna (county seat) är Jonesboro (västra distriktet) och Lake City (östra distriktet). 
Countyt grundades 1859 och fick sitt namn efter Thomas Craighead. 

## Geografi
Enligt United States Census Bureau har countyt en total area på 1 847 km². 1 841 km² av den arean är land och 5 km²  är vatten.

### Angränsande countyn
- Greene County - nord
- Dunklin County, Missouri - nordöst
- Mississippi County - öst
- Poinsett County - syd
- Jackson County - väst
- Lawrence County - nordväst